# Carmageddon (seria)
Carmageddon – seria gier komputerowych z gatunku symulatora wyścigów tworzonych początkowo przez Stainless Games później Torus Games.

## SeriaCarmageddon
- Carmageddon – 13 kwietnia 1997
- Carmageddon 2: Carpocalypse Now – 8 listopada 1998
- Carmageddon TDR 2000 – 10 października 2000
- Carmageddon: Reincarnation – 21 maja 2015[2]
- Carmageddon: Max Damage – 8 lipca 2016[3]